# Цурута Йосіюкі
Цурута Йосіюкі (1 жовтня 1903 — 24 липня 1986) — японський плавець.
Олімпійський чемпіон 1928, 1932 років.